# 5366 Райанджонс
5366 Райанджонс (5366 Rhianjones) — астероїд головного поясу, відкритий 2 березня 1981 року.
Тіссеранів параметр щодо Юпітера — 3,603.